# Giuliano Urbani

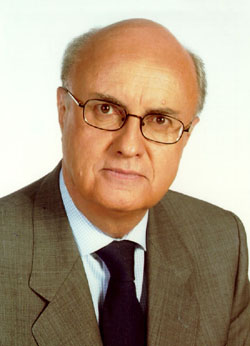
Giuliano Urbani

Giuliano Urbani (* 9. Juni 1937 in Perugia) ist ein italienischer Politiker der Forza Italia.

## Leben
Urbani studierte Politikwissenschaften an der Universität Turin. Als Politologe unterrichtete er an der Università Commerciale Luigi Bocconi. Vom 11. Mai 1994 bis 17. Januar 1995 war er Minister für öffentliche Verwaltung und Regionale Angelegenheiten im Kabinett Berlusconi I. Von 1996 bis 2005 war Urbani Abgeordneter in der Camera dei deputati. Als Nachfolger von Giovanna Melandri war er von 2001 bis 2005 Kulturminister im Kabinett Berlusconi II und im Kabinett Berlusconi III. Ihm folgte im Amt Rocco Buttiglione.

## Preise und Auszeichnungen (Auswahl)
- Verdienstorden der Italienischen Republik